# Grijze struikvliegenvanger
De grijze struikvliegenvanger (Peneothello cryptoleuca) is een zangvogel uit de familie Petroicidae (Australische vliegenvangers).

## Verspreiding en leefgebied
Deze soort is endemisch in de bergen van Nieuw-Guinea en telt drie ondersoorten:
- P. c. cryptoleuca: noordwestelijk Nieuw-Guinea.
- P. c. albidior: westelijk-centraal Nieuw-Guinea.
- P. c. maxima: Kumawagebergte (westelijk Nieuw-Guinea).

## Status
Er is maar weinig bekend over deze vogel. Aangenomen wordt dat de populatie licht daalt door ontbossing. Op de Rode lijst van de IUCN heeft deze soort de status niet bedreigd.